# Villa Korn

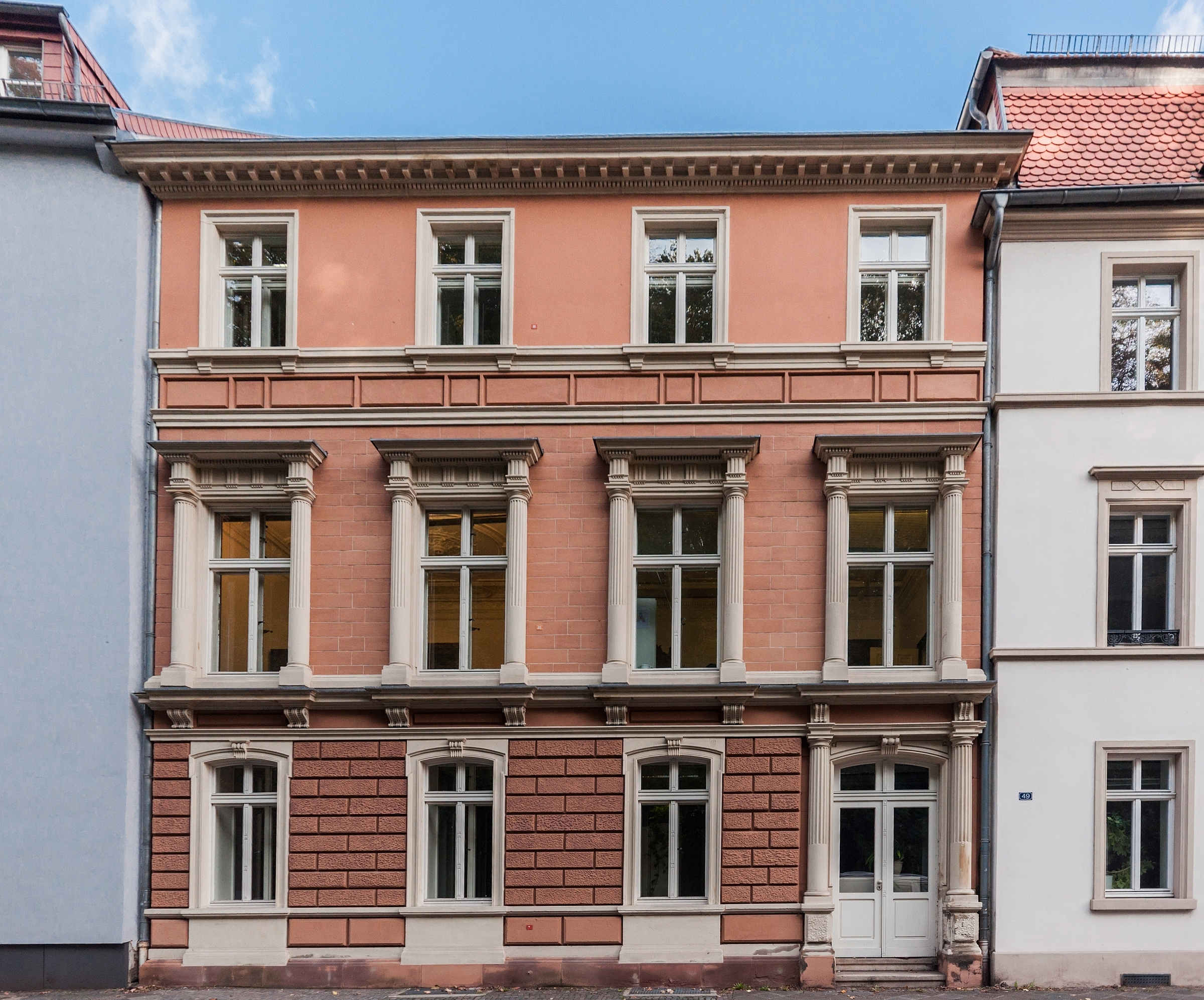
Villa Korn in der Talstraße in Saarbrücken

Die Villa Korn ist ein denkmalgeschütztes Gebäude in der Talstraße 49 in Saarbrücken.

## Geschichte
Bauherr der Villa war der Kaufmann Wilhelm Korn (1838–1898). Schon ab 1860 ließ Korn Teile des Werksgeländes in der Talstraße gärtnerisch umgestalten. 1880 stellte Korn dann einen Abrissantrag für das „Comptoir“ genannte Bürohaus und ließ eine Villa im „römischen Stil“ erbauen. 1908 ließ seine Witwe Sophie Korn das Haus durch den Architekten Hans Peter Weszkalnys umgestalten. Zum Ende des Ersten Weltkrieges verkaufte sie schließlich das Anwesen, das seither als Verwaltungsgebäude genutzt wird. Im Jahr 1923 wurde die Villa erneut umgebaut. 1930 wurde das Gebäude um ein Mezzaningeschoss erweitert.
Heute ist die Villa mit den Nachbarbauten ein Dienstsitz des saarländischen Ministeriums für Inneres und Sport.

## Architektur
Die zweigeschossige Villa mit Satteldach und Mezzanin wurde im Stil der italienischen Neorenaissance erbaut. Während der vordere Teil des Hauses mit einem Flachdach gedeckt ist, besitzt der hintere Teil ein Walmdach. Die Straßenseite ist vierachsig und sehr abwechslungsreich gestaltet. Jedes Geschoss der Fassade besitzt eine eigene Ausarbeitung. Über einem schmalen Sockel erhebt sich das rustizierte Erdgeschoss mit drei Segmentbogenfenstern mit Verdachung. Die Fenster schließen oberhalb mit einem Konsolenfries ab, das sich bis ins Türportal zieht und unterhalb mit einem Fenstergesims. Alle Fenster des Gebäudes sind mit gelblichem Sandstein gerahmt. Die Wand wird zwischen den Fensterbrüstungen durch jeweils zwei querrechteckige rote Sandsteinplatten verkleidet. Den Abschluss des Erdgeschosses bildet ein schmales profiliertes Gesims, dem ein Architrav mit Triglyphen folgt, das wiederum ein weit auskragendes Geschossgesims trägt.
Das Eingangsportal ist aufwendig gestaltet. Die südlichste Fensterachse wird im Erdgeschoss von der Eingangstür gebildet, über der ein Segmentbogen mit Schlussstein prangt. Gerahmt wird die Tür von zwei toskanischen Säulen mit Kannelierung auf Postamenten. Das erste Obergeschoss besitzt vier Fenster, deren Rahmung der der Eingangstür entspricht. Unterhalb der Fenster zieht sich durchgehendes Fenstergesims durch die Fassade, oberhalb schließt eine auskragende Verdachung die Fenster ab. Über einem abschließenden Geschossgesims folgt ein Mezzaningeschoss mit vier hochrechteckigen Fenstern mit profilierter Sandsteinrahmung. Den unteren Abschluss der Fenster bildet ein durchgehendes Fenstergesims mit je zwei Konsolen unterhalb der Fenster. Darunter verläuft ein Fries aus zwei querrechteckigen und einem quadratischen Kassettenfeldern. Das Geschoss wird mit einem Traufgesims abgeschlossen.
Während die Vorderseite des Gebäudes bündig mit der angrenzenden Bebauung abschließt, ragt die Rückseite aus der Häuserzeile heraus. Die fünfachsige Gartenseite des Gebäudes erhebt sich auf einem schmalen Sockel. Das Erdgeschoss wird von rustizierten Ecklisenen eingefasst und durch einen Architrav und ein Gesims abgeschlossen. Die Segmentbogenfenster sind durch rustizierte toskanische Säulen voneinander getrennt. Den unteren Abschluss der Fenster bildet ein Fenstergesims. Während die Fensterbrüstungen in rotem Sandstein gehalten sind, werden die Bereiche zwischen den Brüstungen durch gelbe Sandsteinplatten verziert. Auch die Wandflächen zwischen den Fenstern sind jeweils von zwei gelben Sandsteinplatten durchbrochen, die sich als Schmuckband auf der Südseite des Gebäudes fortsetzen. Das erste Obergeschoss wird durch einen Architrav aus gelbem Sandstein, einen roten Sandsteinfries sowie ein umlaufendes vorkragendes gelbes Sandsteingesims abgeschlossen.
Das Mezzaningeschoss wird durch fünf schmale Fenster belichtet. Diese sind mit einem breiten gelben Sandsteinrahmen verziert, der als mäanderndes Band bis zum Geschossgesims nach unten und dann parallel zu diesem bis zum nächsten Fenster verläuft, wo es wieder zu diesem emporsteigt. Ein vorkragendes Traufgesims bildet den Abschluss zum Dach.
Das Innere des Hauses spiegelt den Reichtum seiner einstigen Bewohner wider. Die Zimmer sind mit aufwändigen Wand- und Deckentäfelungen ausgestattet. Im Flur des ersten Obergeschosses steht in einer Wandnische eine antike Statue. In die große Eingangshalle gelangt man über ein kleines Empfangszimmer. Ein Oberlicht erhellt die Halle in der eine große Treppe in das erste Obergeschoss führt. Zur Straßenseite hin befindet sich neben dem Empfangszimmer ein weiterer Raum, der ursprünglich als Nähzimmer diente. Zum Garten hin schließen sich an die Halle ein Kontor und zwei Wirtschaftsräume an, von denen der mittlere den Zugang zu einer offenen Säulenhalle bildet, die den Räumen zum Garten hin vorgelagert ist und früher auch zum Garten hin offen war. Im ersten Obergeschoss liegen vorne ein Salon und das repräsentative „Lederzimmer“, das seinen Namen aufgrund der Ledertapeten erhielt. Zur Gartenseite hin befindet sich ein großer Tanzsaal und ein Esszimmer, die durch zwei Schiebetüren getrennt sind.
Um in das Mezzaningeschoss zu gelangen, muss man das Treppenhaus im benachbarten Haus Talstraße 51 nutzen. Hier befinden sich Gästezimmer und ein Trockenspeicher. Von den Gästezimmern aus gelangt man über eine kleine Treppe auf die Dachterrasse, die durch eine Sandsteinbalustrade geschützt wird und auf der sich ursprünglich ein kleines Dachhäuschen befand. Im Keller ist neben den Vorratsräumen und der Heizanlage ein römisches Bad untergebracht.
Der Garten des Hauses besaß einst einen eigenen Kinderspielplatz und einen Hügel, der wohl als Aussichtspunkt diente. Anstelle des Gartens befindet sich heute ein Parkplatz des Innenministeriums.